# غنغتشين
غنغتشين هي قرية في مقاطعة أرومية، إيران. عدد سكان هذه القرية هو 2,682 في سنة 2006.